# Gino Gregori
Gino Gregori (né le 6 janvier 1906 à Milan et mort le 16 mai 1973 à Créteil) est un peintre italien du XXe siècle. 

## Biographie
La vie de Gino Gregori  avant 1943 reste peu connue. Il travaille comme diplomate à l'ambassade d'Italie à Zagreb au moins depuis 1935. En 1943 il se fait arrêter et déporter à Mauthausen probablement pour la fabrication de faux papiers pour les Juifs. Il s'essayait déjà à la peinture, mais il ne reste rien, car tout a été confisqué lors de son arrestation. Il ne rentrera à Milan, sa ville natale qu'à la fin de la guerre soit en 1945.
À son retour en Italie, il se voit proposer de partir à l'ambassade italienne à Paris. Cette proposition est parfaite pour Gregori qui souhaite se rendre dans la capitale des arts.
En 1946, il vit en France à Paris et installe son atelier à Montparnasse et noue des liens avec Braque, Picasso et Jacques Villon entamant alors une période cubiste,  abstraite et le néo-réalisme  et rejoindre le groupe de Puteaux avec André Lhote, Camille Bryen. De grandes galeries parisiennes vont alors le représenter telles que Hoche et Bernheim. On retrouve ses œuvres dans de nombreux musées et expositions à travers le monde. En 1969, Gino fait don d'un carnet de dessins au musée de l'Armée. 
Gino Gregori considéré comme un artiste italien important du XXe siècle, dans la lignée de Severini et Alberto Magnelli est mort à Paris en 1973 et est enterré au cimetière du Montparnasse.

## Œuvres
- Notre Dame, Huile sur toile, signée en bas à droite, contresignée au dos et numérotée 92 × 73 cm[8].

## Reconnaissances
- Prix Antonio en 1931
- Prix italien d'Art Sacré en 1932[3]
- Grand prix Modigliani en 1932